# Volley Näfels
Volley Näfels – szwajcarski męski klub siatkarski z Näfels założony w 1960 roku. Obecnie występuje w Szwajcarskiej Lidze Siatkówki. Tytularnym sponsorem klubu jest Biogas.

## Nazwy klubu
- 1960−1998 MTV Näfels
- 1998−2005 Concordia MTV Näfels
- 2005−2012 SEAT Volley Näfels
- 2012−2013 Volley Näfels
- 2013− Biogas Volley Näfels

## Historia
Siatkarski klub MTV Näfels założony został w 1960 roku. W 1965 roku MTV Näfels staje się członkiem Szwajcarskiego Związku Piłki Siatkowej. W sezonie 1967/1968 uczestniczył w 2. lidze Zurychu/Wschodniej Szwajcarii, a w sezonie 1968/1969 uzyskał awans do 1. ligi.
W sezonie 1972/1973 MTV Näfels awansowało do Nationalliga B, natomiast w sezonie 1976/1977 − awans do Nationalliga A. Pierwszy sezon w Nationalliga A zakończył na 4. miejscu. W sezonie 1980/1981 MTV Näfels po raz pierwszy doszedł do finału Pucharu Szwajcarii, ulegając jednak VBC Biel 2:3. W sezonie 1982/1983 zajął 8. miejsce w Nationalliga A i w konsekwencji został relegowany do Nationalliga B. W Nationalliga B występował od sezonu 1983/1984 do końca sezonu 1990/1991, uzyskując ponownie awans do Nationalliga A.

## Bilans sezonów
| Sezon     | Rozgrywki ligowe | Rozgrywki ligowe                                             |
| Sezon     | Poziom           | Miejsce                                                      |
| --------- | ---------------- | ------------------------------------------------------------ |
| 1967/1968 | 2. liga          |                                                              |
| 1968/1969 | 2. liga          |                                                              |
| 1969/1970 | 1. liga          |                                                              |
| 1970/1971 | 1. liga          |                                                              |
| 1971/1972 | 1. liga          |                                                              |
| 1972/1973 | 1. liga          |                                                              |
| 1973/1974 | Nationalliga B   |                                                              |
| 1974/1975 | Nationalliga B   |                                                              |
| 1975/1976 | Nationalliga B   |                                                              |
| 1976/1977 | Nationalliga B   |                                                              |
| 1977/1978 | Nationalliga A   | 4. miejsce                                                   |
| 1978/1979 | Nationalliga A   | 6. miejsce                                                   |
| 1979/1980 | Nationalliga A   | 4. miejsce                                                   |
| 1980/1981 | Nationalliga A   | 6. miejsce                                                   |
| 1981/1982 | Nationalliga A   | 7. miejsce                                                   |
| 1982/1983 | Nationalliga A   | 8. miejsce                                                   |
| 1983/1984 | Nationalliga B   | 3. miejsce                                                   |
| 1984/1985 | Nationalliga B   | 3. miejsce                                                   |
| 1985/1986 | Nationalliga B   | 7. miejsce                                                   |
| 1986/1987 | Nationalliga B   | 5. miejsce                                                   |
| 1987/1988 | Nationalliga B   | 8. miejsce                                                   |
| 1988/1989 | Nationalliga B   | 3. miejsce                                                   |
| 1989/1990 | Nationalliga B   | 2. miejsce                                                   |
| 1990/1991 | Nationalliga B   | 1. miejsce                                                   |
| 1991/1992 | Nationalliga A   | 5. miejsce                                                   |
| 1992/1993 | Nationalliga A   | 4. miejsce                                                   |
| 1993/1994 | Nationalliga A   | 2. miejsce                                                   |
| 1994/1995 | Nationalliga A   | 2. miejsce                                                   |
| 1995/1996 | Nationalliga A   | 2. miejsce                                                   |
| 1996/1997 | Nationalliga A   | 2. miejsce                                                   |
| 1997/1998 | Nationalliga A   | 1. miejsce                                                   |
| 1998/1999 | Nationalliga A   | 1. miejsce                                                   |
| 1999/2000 | Nationalliga A   | 1. miejsce                                                   |
| 2000/2001 | Nationalliga A   | 1. miejsce                                                   |
| 2001/2002 | Nationalliga A   | 2. miejsce                                                   |
| 2002/2003 | Nationalliga A   | 1. miejsce                                                   |
| 2003/2004 | Nationalliga A   | 1. miejsce                                                   |
| 2004/2005 | Nationalliga A   | 1. miejsce                                                   |
| 2005/2006 | Nationalliga A   | 3. miejsce                                                   |
| 2006/2007 | Nationalliga A   | 1. miejsce                                                   |
| 2007/2008 | Nationalliga A   | 6. miejsce                                                   |
| 2008/2009 | Nationalliga A   | 5. miejsce                                                   |
| 2009/2010 | Nationalliga A   | 4. miejsce                                                   |
| 2010/2011 | Nationalliga A   | 1. miejsce                                                   |
| 2011/2012 | Nationalliga A   | 3. miejsce                                                   |
| 2012/2013 | Nationalliga A   | 5. miejsce                                                   |
| 2013/2014 | Nationalliga A   | 4. miejsce                                                   |
| 2014/2015 | Nationalliga A   | 3. miejsce                                                   |
| 2015/2016 | Nationalliga A   | 3. miejsce                                                   |
| 2016/2017 | Nationalliga A   | 2. miejsce                                                   |
| 2017/2018 | Nationalliga A   | 2. miejsce                                                   |
| 2018/2019 | Nationalliga A   | 5. miejsce                                                   |
| 2019/2020 | Nationalliga A   | Ze względu na pandemię COVID-19 rozgrywki zostały przerwane. |
| 2020/2021 | Nationalliga A   | 6. miejsce                                                   |
| 2021/2022 | Nationalliga A   | 5. miejsce                                                   |
| 2022/2023 | Nationalliga A   | 3. miejsce                                                   |
| 2023/2024 | Nationalliga A   | 5. miejsce                                                   |
| 2024/2025 | Nationalliga A   | 3. miejsce                                                   |

Poziom rozgrywek:
     pierwszy poziom
     drugi poziom
     trzeci poziom
     czwarty poziom

## Sukcesy
Mistrzostwo Szwajcarii:
- 1998, 1999, 2000, 2001, 2003, 2004, 2005, 2007, 2011
- 1994, 1995, 1996, 1997, 2002, 2017, 2018
- 2006, 2012, 2015, 2016, 2023[1], 2025[2]

Puchar Szwajcarii:
- 1996, 1998, 2000, 2001, 2004, 2005, 2007,  2014

Superpuchar Szwajcarii:
- 1996, 1997, 1999, 2000, 2002, 2003, 2004, 2006

## Polacy w klubie
| Lata gry  | Imię i nazwisko |
| --------- | --------------- |
| 2016-2017 | Jakub Radomski  |
| 2017-2018 | Konrad Formela  |

## Kadra

### Sezon 2017/2018
- Pierwszy trener:  Dalibor Polák
- Asystent trenera:  Manfred Müller

| Nr | Imię i nazwisko              | Data ur. | Wzrost | Pozycja      |
| -- | ---------------------------- | -------- | ------ | ------------ |
| 3  | Konrad Formela               | 1995     | 194    | przyjmujący  |
| 4  | Marc Walzer                  | 1990     | 199    | środkowy     |
| 6  | Reto Giger                   | 1991     | 196    | rozgrywający |
| 7  | Matyáš Démar (od marca 2018) | 1991     | 204    | rozgrywający |
| 8  | Manuel Sutter                | 1988     | 180    | libero       |
| 9  | Jakub Radomski               | 1988     | 200    | przyjmujący  |
| 10 | Kai Aebli                    | 1996     | 193    | rozgrywający |
| 11 | Nico Süess                   | 1999     | 196    | przyjmujący  |
| 12 | Dominik Fořt                 | 1989     | 195    | przyjmujący  |
| 13 | Joel Roos                    | 1993     | 192    | atakujący    |
| 14 | Samuel Ehrat                 | 1992     | 199    | środkowy     |
| 17 | Thomas Brändli               | 1991     | 200    | środkowy     |
| 18 | José Martínez Roa            | 1993     | 198    | atakujący    |